# Ornithoptera aesacus
Ornithoptera aesacus är en fjärilsart som först beskrevs av Ney 1903.  Ornithoptera aesacus ingår i släktet Ornithoptera och familjen riddarfjärilar. IUCN kategoriserar arten globalt som sårbar. Inga underarter finns listade i Catalogue of Life.

## Bildgalleri

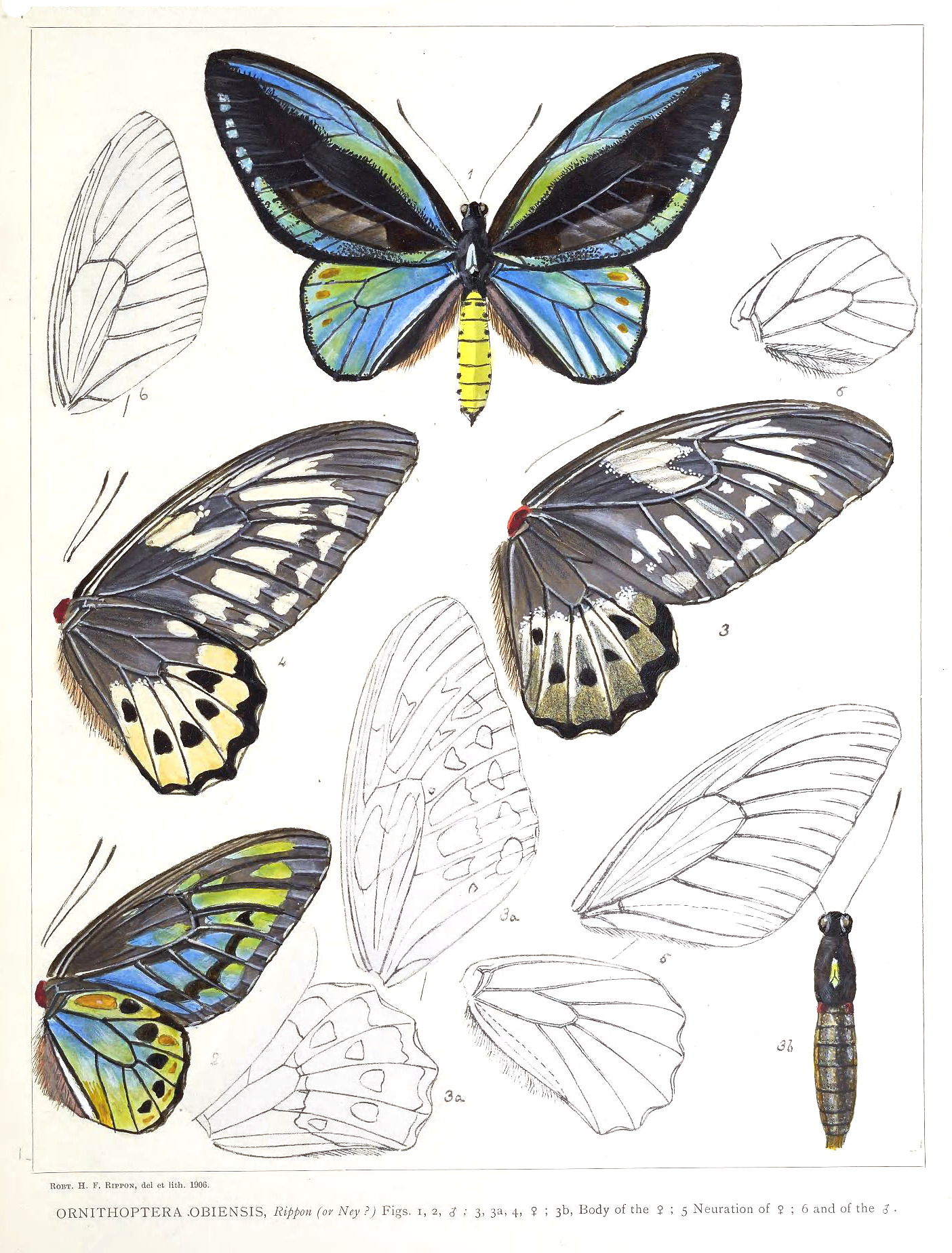